# Whitford Kane
Pour les articles homonymes, voir Kane.
Thomas Wheeler Kane, connu comme Whitford Kane, né le 30 janvier 1881 à Larne (Irlande du Nord) et mort le 17 décembre 1956 à New York (État de New York), est un acteur américain d'origine nord-irlandaise.

## Biographie
Très actif au théâtre, Whitford Kane y débute à Belfast puis Londres, avant d'émigrer vers 1910 aux États-Unis, où il s'installe définitivement. Ainsi, il joue régulièrement dans des pièces (plus deux revues) représentées à Broadway (New York) à partir de 1912. Mentionnons The Critic (en) de Richard Brinsley Sheridan (1915 puis 1925, avec Ian Maclaren et Paula Trueman à la reprise), Tiger! Tiger! d'Edward Knoblock (1918-1919, avec Lionel Atwill et Dorothy Cumming), Cyrano de Bergerac d'Edmond Rostand (1932-1933, avec Walter Hampden dans le rôle-titre et Katherine Warren), Le Jour de fête du cordonnier (en) de Thomas Dekker (1938, avec Joseph Cotten et Ruth Ford), et Lune noire de John Steinbeck (adaptation de son roman éponyme, 1942, avec Lyle Bettger et Otto Kruger).
Toujours à Broadway, il se produit aussi dans des pièces de William Shakespeare, Hamlet (1922-1923, avec John Barrymore dans le rôle-titre et Blanche Yurka, reprise en 1938-1939 avec Maurice Evans dans le rôle-titre et Mady Christians), Le Marchand de Venise (1931, avec William Faversham et Fritz Leiber), Richard II (1937, avec Maurice Evans dans le rôle-titre et Olive Deering), Le Conte d'hiver (1946, avec Romney Brent et Jessie Royce Landis) et enfin Comme il vous plaira (1950, avec Katharine Hepburn et William Prince).
Son ultime pièce sur les planches new-yorkaises est Roses rouges pour moi de Seán O'Casey (avec E. G. Marshall et Kevin McCarthy), jouée de fin décembre 1955 à janvier 1956. Il meurt en décembre de cette dernière année, à 75 ans.
Venu à l'écran sur le tard, Whitford Kane contribue à huit films américains, depuis Jours heureux de W. S. Van Dyke (1934, avec Robert Montgomery et Maureen O'Sullivan) jusqu'à La Ville empoisonnée de John M. Stahl (1948, avec Cornel Wilde et Linda Darnell), en passant par Les Aventures de Mark Twain d'Irving Rapper (son deuxième film, 1944, avec Fredric March dans le rôle-titre et Alexis Smith). Son film le plus connu est sans doute L'Aventure de madame Muir de Joseph L. Mankiewicz (1947, avec Gene Tierney dans le rôle-titre et Rex Harrison), où il est M. Sproule, l'éditeur londonien de Mme Muir.
Enfin, à la télévision américaine naissante, il apparaît dans le téléfilm The Streets of New York d'Anthony Mann (1939, avec George Coulouris et Jennifer Jones). S'ajoutent au petit écran un épisode en 1949 de la série The Philco Television Playhouse, consistant en une adaptation de la pièce St Helena de R. C. Sherriff et Jeanne de Casalis (qu'il avait jouée à Broadway en 1936, aux côtés de Maurice Evans et Francis Pierlot), et enfin une adaptation téléfilmée par George Schaefer de la pièce précitée Richard II de Shakespeare (1954, à nouveau avec Maurice Evans dans le rôle-titre et Sarah Churchill).

## Théâtre à Broadway (intégrale)
(pièces, comme acteur, sauf mention contraire ou complémentaire)
- 1912 : The Drone de Rutherford Mayne
- 1914 : Uncle Sam's Money d'I. K. Friedman
- 1914 : Lonesome Like d'Harold Brighouse
- 1915 : The Critic (en) de Richard Brinsley Sheridan
- 1915 : Hobson's Choice d'Harold Brighouse[1]
- 1918 : Muggins de Frank J. Gregory
- 1918-1919 : Tiger! Tiger! d'Edward Knoblock, production de David Belasco : Sam Tullidge
- 1919 : Dark Rosaleen de W. D. Hepenstall et Whitford Kane (coauteur uniquement)
- 1921 : The Madras House d'Harley Granville-Baker : Henry Huxtable
- 1921-1922 : The Iddle Inn de Peretz Hirshbein, adaptation d'Isaac Goldberg et Louis Wolheim : Schakne

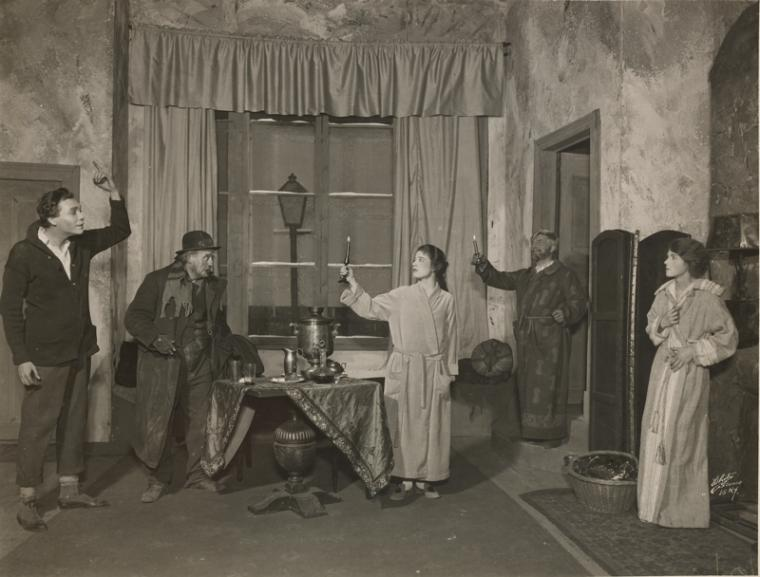
Scène de la pièce Le Pigeon (1922), avec Whitford Kane au fond à droite, près de la porte

- 1922 : Le Pigeon (The Pigeon) de John Galsworthy : Christopher Wellwyn
- 1922 : Fanny Hawthorn de Stanley Houghton : Christopher Hawthorn
- 1922 : The Grand Street Follies of 1922, revue, musique de Lily Hyland, lyrics et chorégraphie d'Albert Carroll
- 1922 : Dolly Jordan de B. Iden Payne : M. Swan
- 1922-1923 : Hamlet de William Shakespeare, musique de scène de Robert Russell Bennett, décors de Robert Edmond Jones : le premier fossoyeur
- 1923 : Children of the Moon de Martin Flavin : Thomas
- 1924 : The Outsider de Dorothy Brandon : Frederick Ladd
- 1925 : Loggerheads de Ralph Cullinham : Corny Halpin (+ producteur)
- 1925 : The Critic (en) de Richard Brinsley Sheridan : M. Dangle
- 1925 : The Great Street Follies of 1925, revue, musique de Lily Hyland, lyrics et sketches d'Agnes Morgan
- 1925 : Eva Bonheur (The Devil to Pay) d'Herman Heijermans, adaptation de Caroline Heijermans-Houwink et Lillian Saunders : Jasper
- 1930-1931 : Elizabeth the Queen de Maxwell Anderson : Burbage
- 1931 : Le Marchand de Venise (The Merchant of Venice) de William Shakespeare : Launcelot Gobbo
- 1932-1933 : Cyrano de Bergerac d'Edmond Rostand, adaptation de Brian Hooker, production et mise en scène de Walter Hampden : Ragueneau
- 1933 : Is Life Worth Living? de (et mise en scène par) Lennox Robinson : John Twohig
- 1934 : Yellow Jack de Sidney Howard et Paul De Kruif, décors de Jo Mielziner : Dr Carlos Finlay
- 1934-1935 : The First Legion d'Emmet Lavery : Monseigneur Michael Curry
- 1936 : Searching for the Sun de Dan Totheroh : Fletch
- 1936 : Parnell d'Elsie Schauffler : Michael Davitt[2]
- 1936 : St Helena (St. Helena) de R. C. Sherriff et Jeanne de Casalis, mise en scène de Robert B. Sinclair, décors et costumes de Jo Mielziner : Dr O'Meara
- 1937 : Richard II (King Richard II) de William Shakespeare : un jardinier
- 1937 : Excursion de Victor Wolfson : Obediah Rich
- 1937 : Robin Landing de Stanley Young : Fink

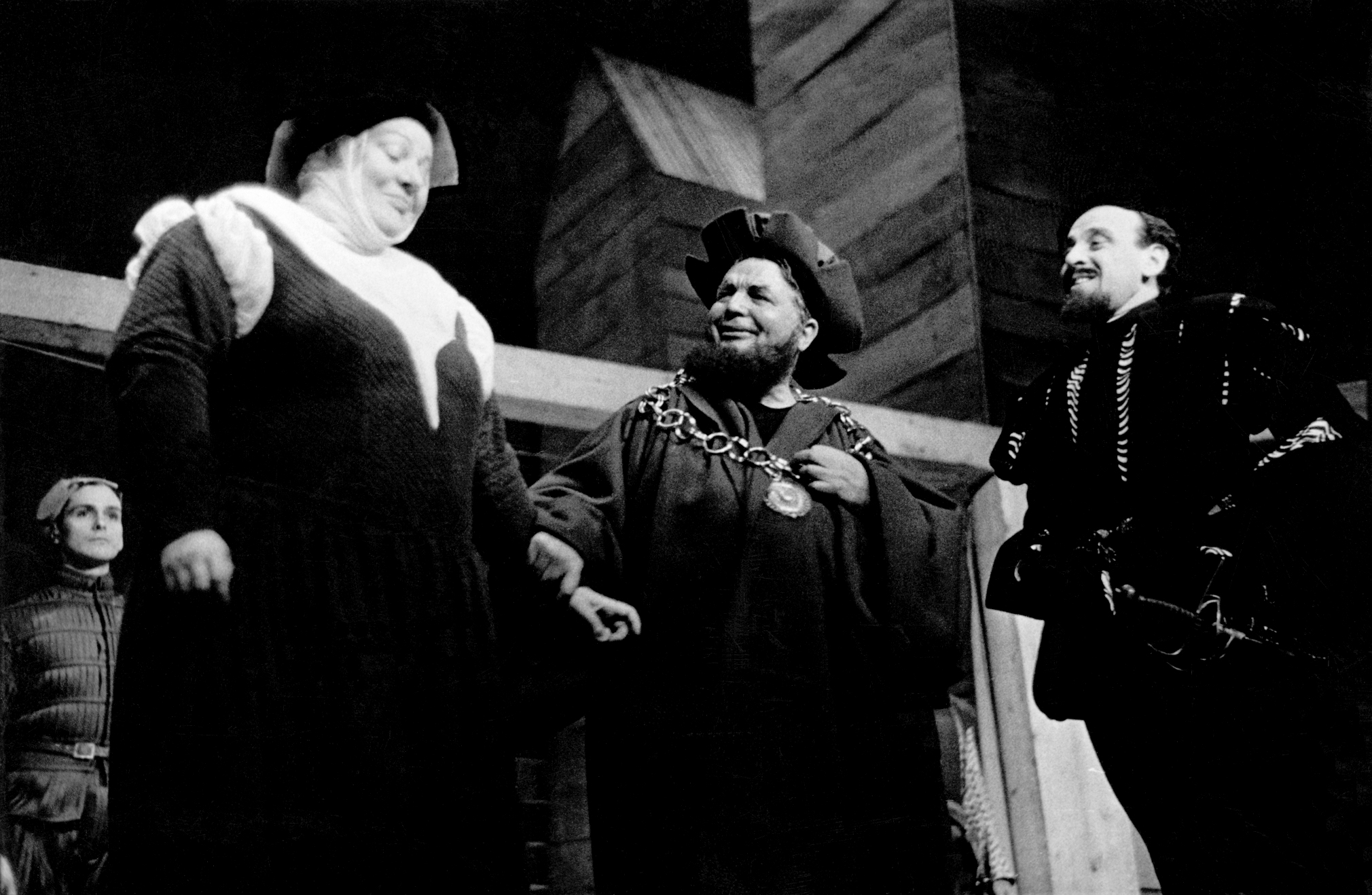
Le Jour de fête du cordonnier (1938, avec Marian Warring-Manley, Whitford Kane et George Coulouris (de g. à d.)

- 1938 : Le Jour de fête du cordonnier (en) (The Shoemaker's Holiday) de Thomas Dekker, production d'Orson Welles et John Houseman, mise en scène d'Orson Welles : Simon Eyre
- 1938-1939 : Hamlet de William Shakespeare : le premier fossoyeur
- 1940 : The Man Who Killed Lincoln, adaptation par Elmer Harris du roman éponyme de Philip Van Doren Stern : Samuel Cox
- 1940 : Boyd's Daughter de St. John Ervine : Andrew Boyd
- 1941 : Le Dilemme du docteur (The Doctor's Dilemma) de George Bernard Shaw, production de Katharine Cornell : Sir Patrick Cullen[3]
- 1942 : Lune noire (The Moon Is Down) de John Steinbeck, adaptation de son roman éponyme : Dr Albert Winter[4]
- 1942 : Lifeline de Norman Armstrong : Jim Lloyd
- 1943 : Land of Fame d'Albert et Mary Bein : le fabricant de chariots de Mandra
- 1944 : Thank You, Svoboda de Hy S. Kraft : Hugo
- 1944 : Career Angel de Gerard M. Murray : Frère Séraphin
- 1944 : Meet a Body de Jane Hinton, mise en scène de William Castle : John MacGregor
- 1945 : Das Haus in Montevideo (en) (It's a Gift) de Curt Goetz, adaptation de Dorian Otvos : Révérend Endicott
- 1946 : Le Conte d'hiver (The Winter's Tale) de William Shakespeare : le vieux berger
- 1948 : Kathleen de Michael Sayers : Père Keogh
- 1950 : Comme il vous plaira (As You Like It) de William Shakespeare, mise en scène de Michael Benthall : Corin
- 1955-1956 : Roses rouges pour moi (Red Roses for Me) de Seán O'Casey : Samuel

## Filmographie complète

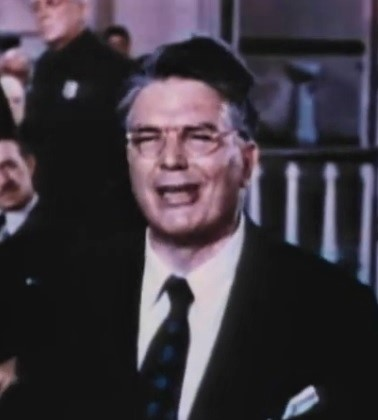
Dans Who Killed Doc Robbin? (1948)

### Cinéma
- 1934 : Jours heureux (Hide-Out) de W. S. Van Dyke : Henry Miller
- 1944 : Les Aventures de Mark Twain (The Adventures of Mark Twain) d'Irving Rapper : Joe Goodwin, l'éditeur
- 1947 : L'Aventure de madame Muir (The Ghost and Mrs. Muir) de Joseph L. Mankiewicz : M. Sproule, l'éditeur londonien
- 1947 : Joe Palooka in the Knockout (en) de Reginald Le Borg : Max Steele
- 1948 : The Judge Steps Out (en) de Boris Ingster : Dr Charles P. Boyd
- 1948 : My Dog Rusty (en) de Lew Landers : Joshua Michael Tucker
- 1948 : Who Killed Doc Robbin? (en) de Bernard Carr : Dan Cameron « Fix-It »
- 1948 : La Ville empoisonnée (The Walls of Jericho) de John M. Stahl : le juge Foster

### Télévision
- 1939 : The Streets of New York d'Anthony Mann (téléfilm)
- 1949 : The Philco Television Playhouse (série), saison 1, épisode 22 St. Helena de Fred Coe
- 1954 : Richard II (King Richard II, téléfilm) de George Schaefer : un jardinier